# Christina Rångemark Åkerman
Ingrid Christina Rångemark Åkerman, född 23 maj 1961 i Mölndal, är en svensk läkare och ämbetsman som tidigare var generaldirektör för Läkemedelsverket.
Rångemark Åkerman har specialistkompetens inom klinisk farmakologi och disputerade 1994 vid Göteborgs universitet. Hon har tidigare arbetat inom Astra Zeneca och tillträdde posten som generaldirektör för Läkemedelsverket 1 september 2008. Hon lämnade tjänsten som generaldirektör för Läkemedelsverket den 31 augusti 2014 efter 6 år på tjänsten.